# برایان گواسپاری
برایان گواسپاری (انگلیسی: Brian Gwaspari؛ زادهٔ ۱۹۴۸ میلادی) بازیگر اهل بریتانیا است.
از فیلم‌ها یا مجموعه‌های تلویزیونی که وی در آن‌ها نقش داشته‌است، می‌توان به پلی در دوردست، جاسوسی که دوستم داشت و پوآرو اشاره نمود.